# 브론키

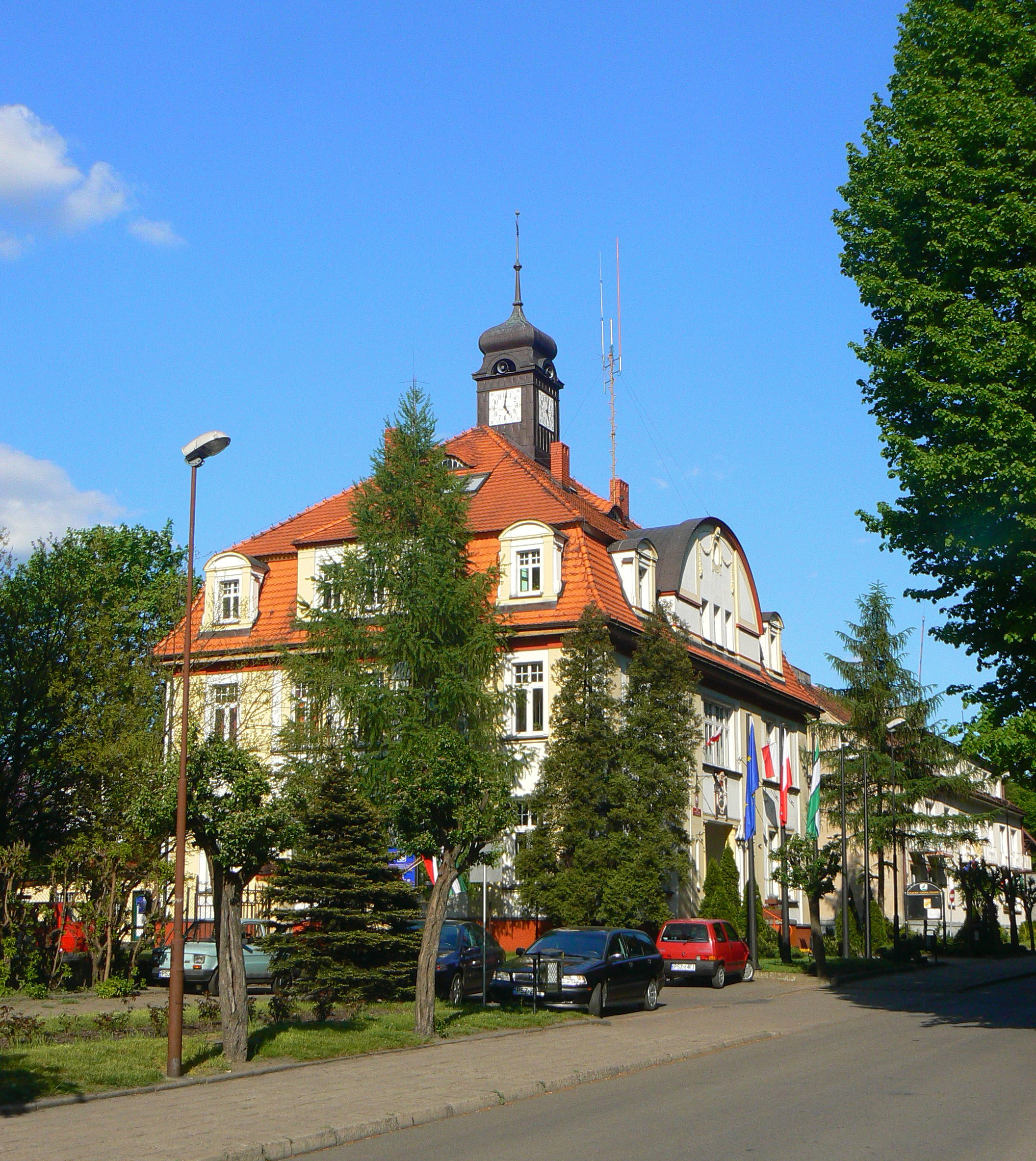
브론키 시청

브론키(폴란드어: Wronki, 독일어: Wronke 브롱케[*])는 폴란드 중서부 비엘코폴스카주에 위치한 도시로 면적은 21.82km2, 높이는 42m, 인구는 37,814명(2006년 기준), 인구 밀도는 1,700명/km2이다.
바르타강과 접하며 포즈난의 북서쪽에 위치한다. 도시 이름은 폴란드어로 "까마귀"라는 뜻을 가진 '브로나'(wrona)에서 파생된 이름이다.

시기
시 문장